# Fixatie (histologie)
Op het gebied van histologie, pathologie en celbiologie is fixatie het behoud van biologische weefsels, veelal als preparaatvoorbereiding voor microscopisch onderzoek. Door te fixeren houdt men de oorspronkelijk cellulaire en histologische structuren intact en wordt schade aan de cellen door enzymen (autolyse) tegengegaan. Het fixatief beëindigt alle lopende biochemische reacties en verhoogt de mechanische sterkte of stabiliteit van de behandelde weefsels.
Weefselfixatie is een cruciale stap bij de voorbereiding van histologische coupes, met als brede doelstelling om cellen en weefselcomponenten te conserveren en dit zo te doen dat de bereiding van dunne, gekleurde coupes mogelijk is. Hierdoor kan de structuur van de weefsels worden onderzocht, die wordt bepaald door de vorm en grootte van dergelijke macromoleculen (in en rond cellen) als eiwitten en nucleïnezuren.
De keuze van het fixatief is afhankelijk van het weefsel en de microscoop. Twee veelgebruikte chemische fixatieven zijn glutaaraldehyde en formaldehyde. Deze stoffen maken covalente crosslinks tussen aminozuren in de eiwitten. Ook zijn er precipiterende fixatieven, zoals ethanol of ijsazijn. De fixeerduur varieert sterk, van enkele minuten tot enkele dagen.